# Kotorský proces

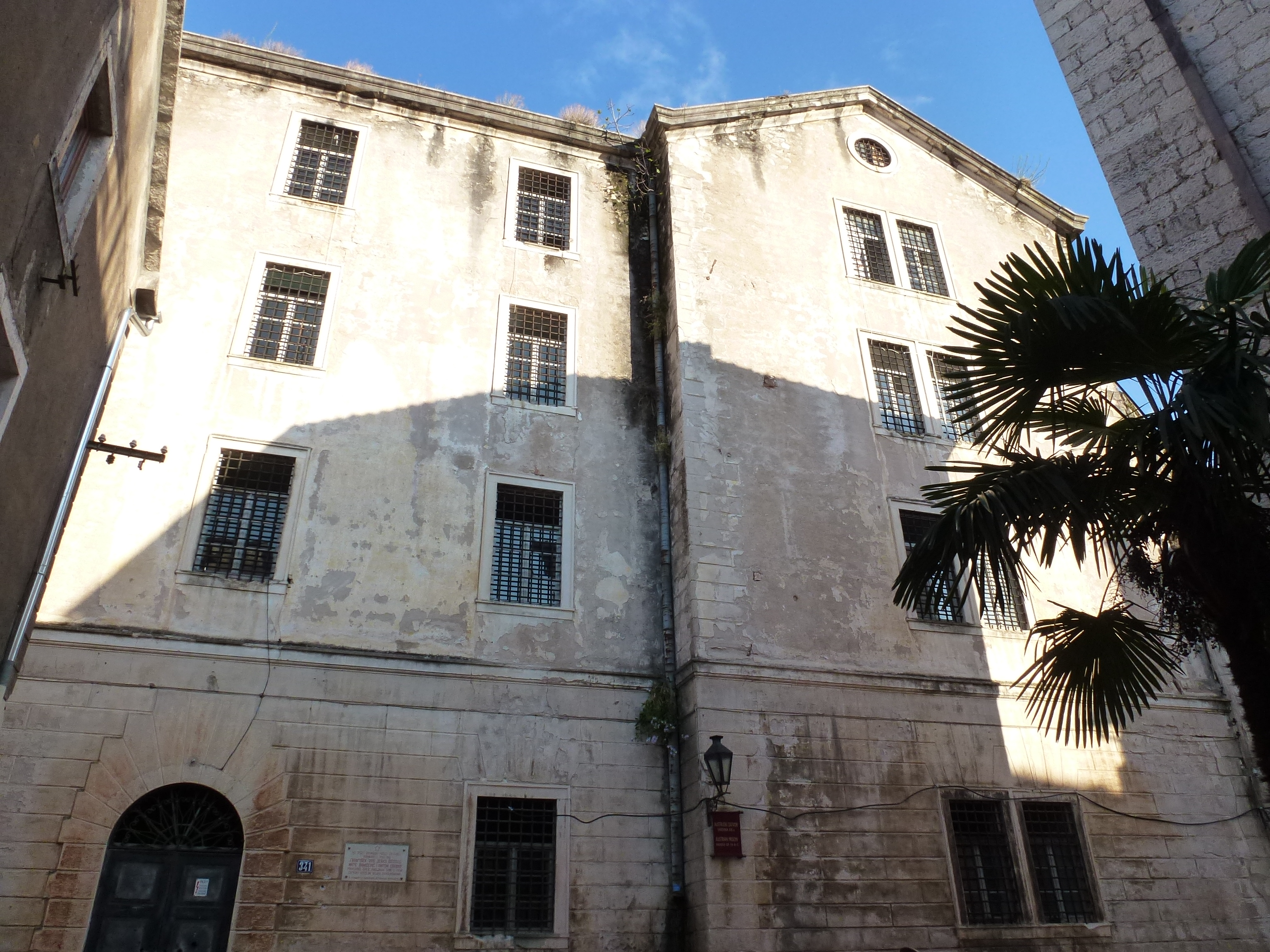
Bývalá budova soudu. Proces zde dnes připomíná pamětní deska.

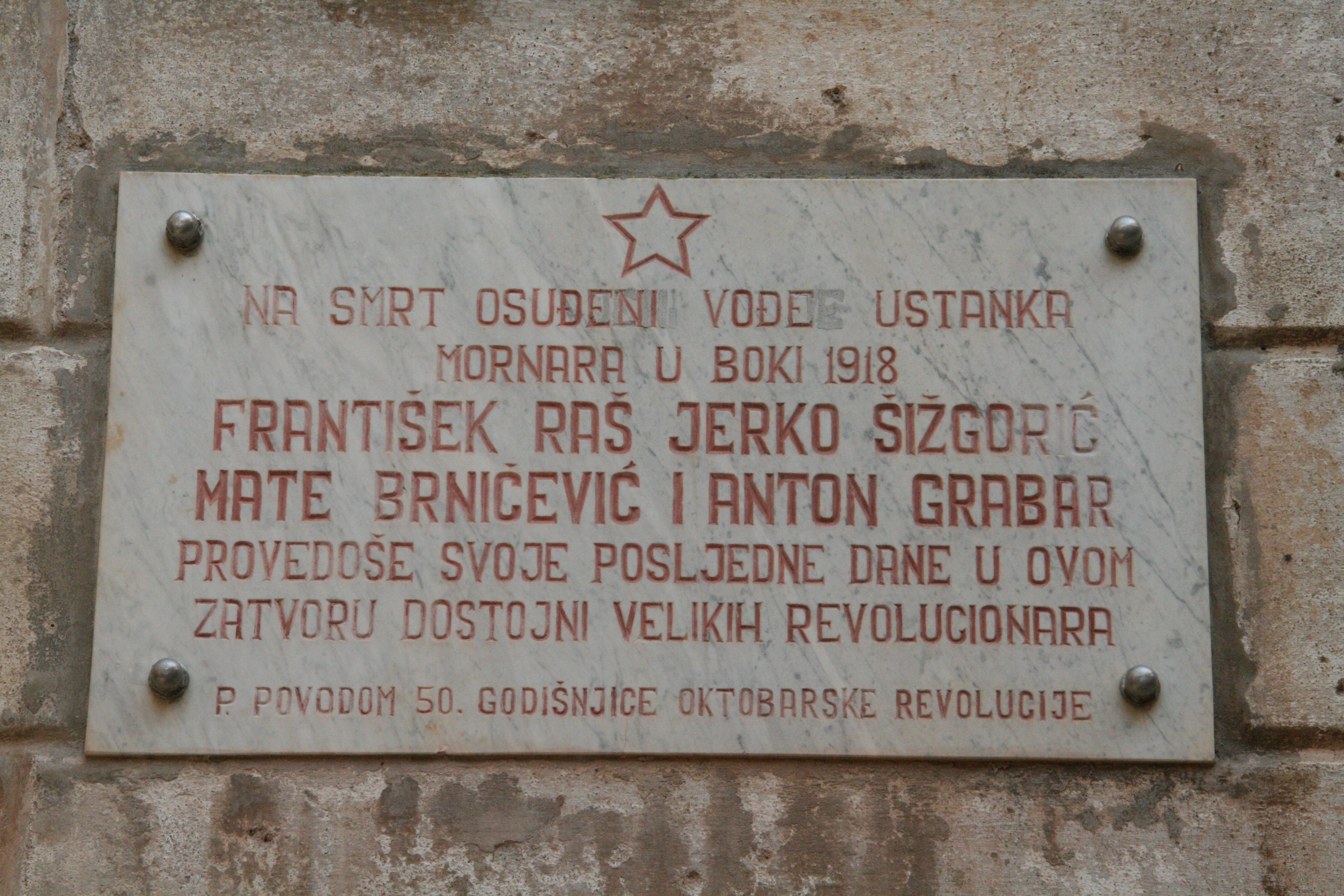
Pamětní deska na budově bývalé věznice, kde byli čtyři na smrt odsouzení námořníci drženi před popravou.

Kotorský proces se uskutečnil v únoru 1918 s rakousko-uherskými námořníky, kteří se účastnili, nebo organizovali vzpoury v boce Kotorské. 

## Průběh
Již 3. února, kdy byla vzpoura potlačena, vydala vojenská kancelář císaře Karla I. výnos, který pravomoc ke stíhání účastníků vzpoury určil veliteli místního přístavu. O dva dny později byli ustanoveni soudci, kterými bylo pět důstojníků.
Proces se konal v dnes černohorském přístavním městě Kotor, které se nachází v Boce. Rychlý a krátký proces se uskutečnil během několika málo únorových dnů. Stanný soud vytipoval 40 organizátorů vzpoury, které se pokoušel tímto exemplárně potrestat. Sedm z nich bylo české národnosti, sedm z nich Italové, tři Němci, dva Poláci a polovina obviněných byli různých jihoslovanských národností, většinou Chorvati. Čtyřicet údajných organizátorů bylo vytipováno téměř náhodně a tak, aby to byl každý dvacátý z cca 800 celkem zadržených námořníků. Byli jim přiděleni čtyři obhájci, později se k nim přidal i Aleksandar Mitrović. Obviněni byli ze vzpoury. Obhajoba navrhla vyslechnout cca 80 svědků, nicméně to bylo soudem zamítnuto, vyslechnuti byli pouze ti svědci, které předložila obžaloba. 
Jednání soudu trvalo tři dny a skončilo vynesením rozsudku dne 10. února 1918, v němž byli za organizátory vzpoury označeni Antun Grabar, František Rasch, Jerko Šižgorić a Mate Berničević. Byli odsouzeni k trestu smrti zastřelením. Další dva obžalovaní (Franz Beizel a Ludvík Sekac) byli odsouzeni k těžkým trestům odnětí svobody. Ostatní byli předáni řádnému soudu.
Poprava byla vykonána dne 11. února 1918 u hřbitovní zdi v obci Škaljari, která se nachází v blízkosti samotného Kotoru. Jejich pocity a osudy zaznamenal římskokatolický kněz Niko Luković, který u nich provedl poslední rozhřešení.
S ostatními probíhaly procesy až do března 1918, většinou byli propuštěni.
Později (na podzim 1918) bylo souzeno dalších 432 námořníků, jejich proces ale přerušil konec války a Rozpad Rakousko-Uherska. Tento proces se uskutečnil v areálu továrny na rybí konzervy a byl bedlivě sledován v celé monarchii. Dne 31. října 1918 byli všichni osvobozeni.